# Stora Gäddevattenstjärnet
Stora Gäddevattenstjärnet är en sjö i Tanums kommun i Bohuslän och ingår i Enningdalsälvens huvudavrinningsområde. Sjön är 5,9 meter djup, har en yta på 0,0445 kvadratkilometer och befinner sig 144,2 meter över havet.

## Delavrinningsområde
Stora Gäddevattenstjärnet ingår i det delavrinningsområde (652146-126018) som SMHI kallar för Utloppet av Busjön. Medelhöjden är 147 meter över havet och ytan är 9,04 kvadratkilometer. Räknas de 18 avrinningsområdena uppströms in blir den ackumulerade arean 244,36 kvadratkilometer. Avrinningsområdets utflöde Enningdalsälven (Nordaneälven) mynnar i havet. Avrinningsområdet består mestadels av skog (75 %). Avrinningsområdet har 0,43 kvadratkilometer vattenytor vilket ger det en sjöprocent på 4,8 %.